# We Are Domi
We Are Domi (срп. Ми смо Доми), познати и као DOMI, су норвешко-чешки бенд основан 2018. године из Прага, Чешке. Чланови бенда су вокал Доминика Хашкова која је ћерка бившег играча хокеја на леду Доминика Хашека, гитариста Каспер Хатлестад из норвешког града Ставангера и Бенџамин Рекстад из Несодена који свира клавијатуре. Упознали су се током студирања на Лидском колеџу музике.
Победили су на чешком избору за Песму Евровизије 2021. са песмом „Lights Off” (срп. Угаси светла).

## Историја
Бенд је формиран 2018. године у Лидсу, Уједињеном Краљевству. Чланови су из Чешке и Норвешке.
2021. објављено је да ће бенд бити један од 7 учесника такмичења „Песма Евровизије Чешка 2022” (ПЕЧ 2022), које је национални избор Чешке за Песму Евровизије 2022. Победника такмичења су одлучивали чешка публика, међународна публика и међународни жири у размеру 25:25:50. Гласање публике је било отворено од 7. до 15. децембра 2021. и вршено је кроз званичну мобилну апликацију Песме Евровизије. 16. децембра 2021, објављено је да су We Are Domi однели победу са 21 поеном, од тих је било максималних 12 поена од међународног жирија, максималних 6 поена од интернационалне публике и 3 поена од чешке публике.

## Чланови
- Доминика Хашкова (2018—данас) – вокал
- Каспер Хатлестад (2018—данас) – гитара
- Бенџамин Рекстад (2018—данас) – клавијатуре

## Дискографија

### Синглови
- "Let Me Follow" (2019)
- "Wouldn't That Be Nice" (2019)
- "I'm Not Alright" (2020)
- "Someone New" (2020)
- "Come Get Lost" (2021)
- "Lights Off" (2021)